# حمل و نقل در اسپانیا

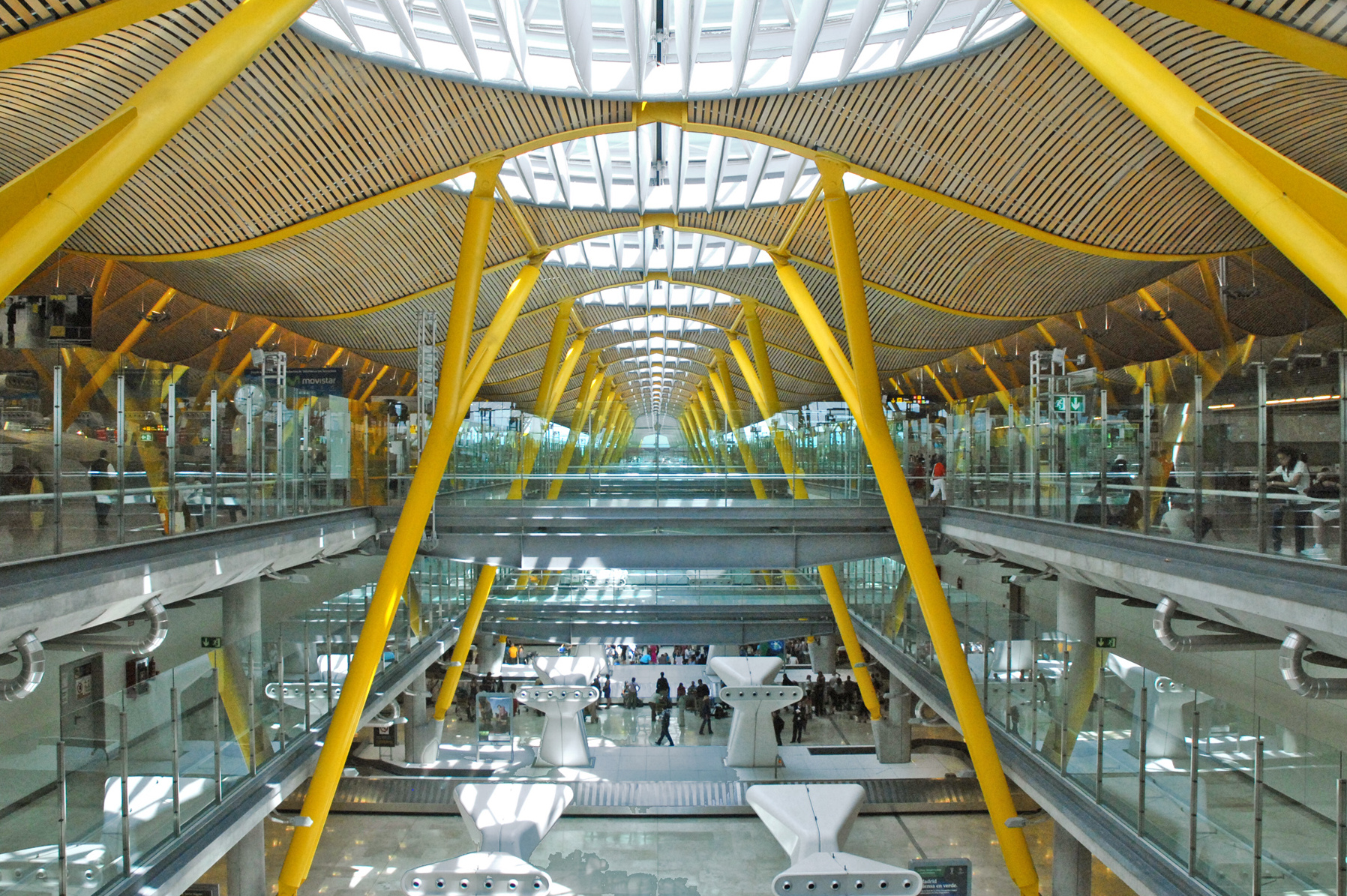
فضای داخلی ترمینال ۴ فرودگاه مادرید-باراخاس آدولفو سوارز در مادرید، پایتخت اسپانیا.

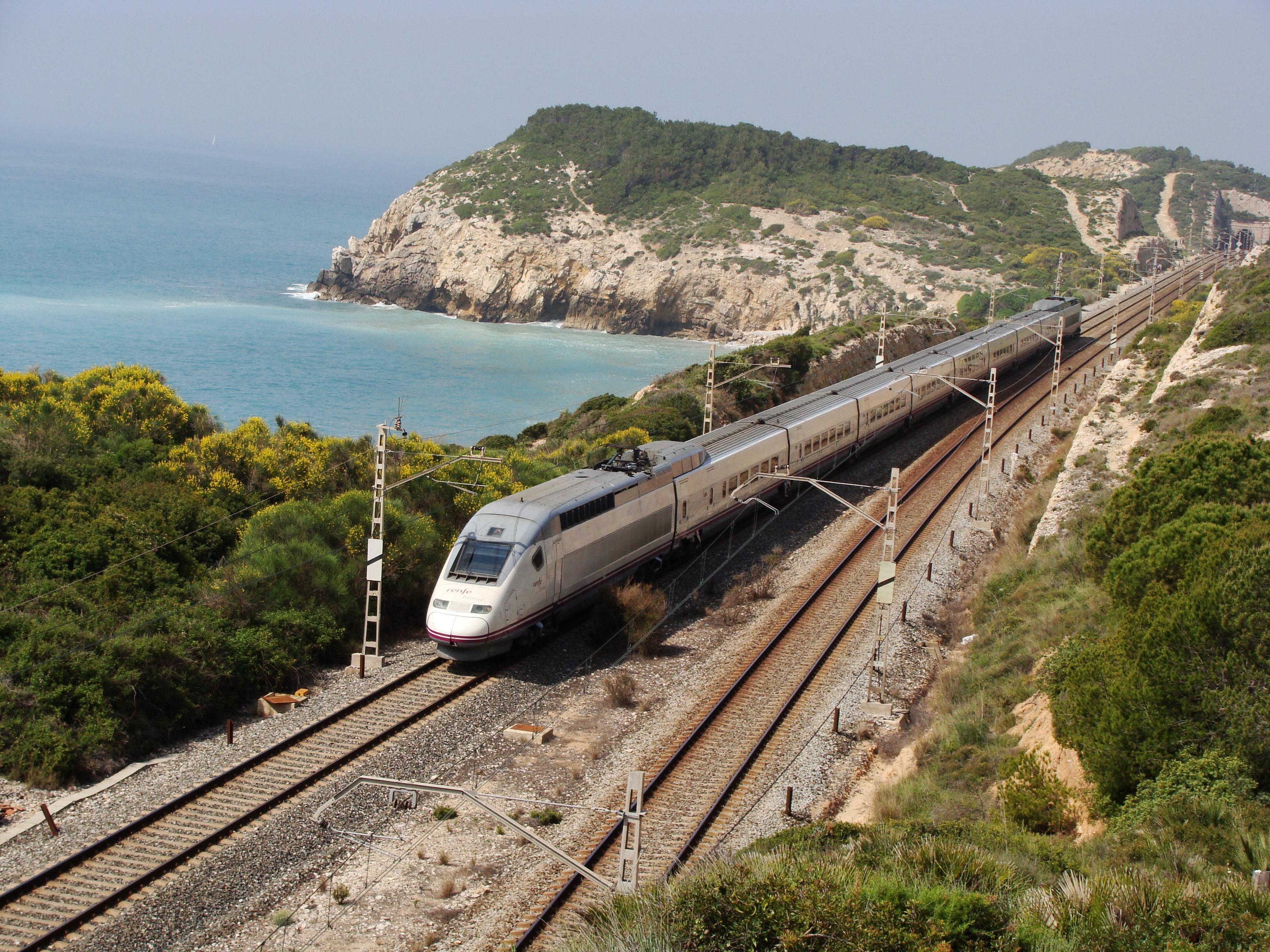
یورومد آلیکانته-بارسلونا-سانتس

حمل و نقل در اسپانیا با شبکه گسترده جاده‌ها، راه‌آهن (از جمله دومین شبکه راه‌آهن پرسرعت جهان)، حمل‌ونقل سریع، مسیرهای هوایی و بنادر مشخص می‌شود. موقعیت جغرافیایی آن باعث شده‌است که پیوند مهمی بین اروپا، آفریقا و قاره آمریکا باشد. اشکال عمده ترانزیت عموماً از پایتخت، مادرید، واقع در مرکز کشور، سرچشمه می‌گیرد تا با پایتخت‌های جوامع خودمختار ارتباط برقرار کند.
ترانزیت اسپانیا با درجه بالایی از یکپارچگی بین سیستم راه‌آهن بلندمدت و سیستم‌های متروی درون‌شهری مشخص می‌شود. اسپانیا در حال حاضر برای افزایش و بهبود ارتباط با سیستم‌های ریلی فرانسه و پرتغال، از جمله خط راه آهن پرسرعت بین مادرید و لیسبون، کار می‌کند. سیستم بزرگراهی اسپانیا بسیار توسعه یافته‌است و دارای بزرگراه‌های رایگان و عوارضی است.
ترافیک هوایی از طریق چندین فرودگاه بین‌المللی و منطقه ای انجام می‌شود که بزرگ‌ترین آنها فرودگاه بین‌المللی باراخاس در مادرید است.